# Giocatori Italiani Basket Associati
La Giocatori Italiani Basket Associati, con l’acronimo GIBA, è un’organizzazione di tutela e di assistenza verso i giocatori di pallacanestro militanti in campionati nazionali italiani, riconosciuta dalla Federazione Italiana Pallacanestro.
Più precisamente la Giba ha lo scopo di tutelare gli interessi sportivi, professionali, morali ed economici degli atleti che rappresenta. Dunque, può essere paragonata a un “sindacato dei giocatori di basket”. La rappresentanza che offre, infatti, è di tipo istituzionale, legale e amministrativa (attraverso il Fondo di Fine Rapporto). Inoltre, ha tra gli obiettivi quello di promuovere iniziative utili alla categoria, di sviluppare lo sport della pallacanestro e di sostenere attività sociali per giocatori in stato di salute o sociale disagevoli.
È stata fondata il 5 aprile 1982, a seguito della sua promozione da parte di giocatori come Mario Martini, Renato Villalta e Marco Bonamico. Il primo Presidente fu Renato Villalta che rimase in carica fino al 1992.

## Storia
L’Associazione Italiana Giocatori di Basket nasce il 5 aprile 1982 a Bologna, grazie all’intervento di alcuni giocatori di pallacanestro che sentivano l’esigenza di tutelare la figura del giocatore di pallacanestro nei confronti delle società sportive in cui prestano la propria attività sportiva. Viene quindi eletto il primo Consiglio Direttivo e sono nominati come Presidente, Renato Villalta e come Vice-Presidenti, Enrico Gilardi e Vittorio Ferracini, facenti parte dei soci fondatori di tale associazione.
Si ricorda che all’epoca era già entrata in vigore la Legge 91/81 sul professionismo sportivo ma questa non veniva applicata ai giocatori di pallacanestro in quanto ancora considerati tutti sportivi dilettanti, compresi quindi i giocatori della massima serie.
Sin da subito si cerca di raggiungere invano un’intesa con la Lega e la Federazione Italiana Pallacanestro su alcuni temi importanti come la tutela assicurativa, il Fondo di Fine Carriera e la redazione di un contratto tipo obbligatorio; per questo motivo il 9 marzo 1983 ci fu la prima minaccia di sciopero da parte dei giocatori. Lo sciopero fu però scongiurato grazie all’intervento del Presidente federale che promise di intervenire sulle richieste avanzate dalla GIBA.
Nel 1985 viene riscritto e depositato in Tribunale il nuovo Statuto della GIBA e finalmente, dopo una dura battaglia, compresa la minaccia di sciopero, la GIBA ottiene il riconoscimento da parte della FIP. Inoltre, il 30 settembre 1985 è firmato il primo Protocollo d’Intesa tra GIBA, Lega Serie A e FIP, ottenendo così l’istituzione del Fondo Fine Rapporto a favore dei giocatori, la gestione di tale Fondo da parte della GIBA, l’assicurazione per infortuni e malattie da parte delle società sportive e l’assistenza medica nei palasport.
Nel frattempo, a partire dalla stagione 1985/86 la Giba diviene operativa, con l’assunzione di un primo dipendente e l’istituzione della sede presso lo studio dell’Avv. Pierluigi Bertani, Segretario Generale GIBA, in Strada Maggiore, 38 a Bologna.
Negli anni successivi continuano le battaglie per la tutela del giocatore considerato a tutti gli effetti un lavoratore; si inizia a discutere sull’abolizione del vincolo sportivo e a individuare garanzie a favore degli atleti non pagati. Nel 1988 viene infatti firmato un secondo Protocollo d‘Intesa con nuove garanzie come quella del compenso minimo, il diritto a un giorno di riposo settimanale e alla retribuzione durante il periodo di malattia o infortunio.
Inoltre, si sviluppano una serie di iniziative volte a promuovere le attività della GIBA e a promuovere lo sport della pallacanestro: nel 1986 viene pubblicata la prima uscita del GIBA/PRESS, giornale ufficiale della GIBA con funzione informativa; sono organizzati degli incontri nelle scuole con giocatori di serie A; nel 1988 viene organizzato il primo GIBA/ CAMP; vengono contatti i giocatori di serie B e del settore femminile per ampliare il numero di iscritti ed estendere anche a loro le tutele ottenute.
Anche a livello europeo ci sono importanti novità: il 27 giugno 1991 nasce a Roma l‘UBE, l’Union Basketteurs d’Europe, associazione che riunisce le diverse associazioni di giocatori di basket ufficialmente riconosciute nei paesi europei. La Presidenza viene affidata alla GIBA, nella persona del Presidente R. Villalta.
Questi sono gli anni in cui si inizia a parlare di professionismo anche nel mondo della pallacanestro, con riferimento solo alla massima serie. Nel 1994 viene finalmente raggiunto il primo Accordo Collettivo con la FIP e la Lega Serie A, per la categoria lavoratori professionisti della pallacanestro, applicato ai giocatori di serie A1 e A2 maschile. Viene dunque applicata la Legge 91/81 con tutte le tutele che ne derivano, tra cui l’abolizione del vincolo sportivo. I giocatori, infatti, vengono considerati a tutti gli effetti lavoratori subordinati.
Infine, negli anni 2000 proseguono le attività della GIBA per garantire sempre maggiori tutele ai giocatori. Per citarne alcune, viene istituito il Fondo di Garanzia e Solidarietà, come previsto dall’Accordo Collettivo del 2003, a favore dei giocatori di serie A che non hanno ricevuto regolarmente il proprio compenso; mentre nel 2015 la GIBA ha istituito il Sussidio per Giocatori Disoccupati.
Inoltre, sono sempre maggiori le collaborazioni a livello europeo e internazionale per garantire una formazione professionalizzante, sia durante che nel post carriera, e per contrastare comportamenti eticamente e legalmente scorretti come la lotta contro il doping e il match fixing.

## Presidenti
| Anni      | Presidenti         |
| --------- | ------------------ |
| 1982-1993 | Renato Villalta    |
| 1993-1996 | Marco Solfrini     |
| 1996-2000 | Marco Bonamico     |
| 2000-2012 | Giuseppe Cassì     |
| 2012-oggi | Alessandro Marzoli |

## Conquiste
La GIBA nasce dall’esigenza di alcuni di giocatori di basket di vedersi riconosciute determinate garanzie derivanti dagli accordi che essi stipulano con le società sportive nelle quali giocano. Per questo motivo tale associazione si è sempre dibattuta per far riconoscere sempre maggiori tutele ai giocatori di pallacanestro. Il 30 settembre 1985 viene firmato il primo Protocollo d’Intesa tra GIBA, Lega Serie A e FIP, ottenendo così le prime conquiste: istituzione del Fondo di Fine Rapporto gestito direttamente dalla GIBA; un’assicurazione per infortuni, malattia, invalidità e morte pagata dalla società sportiva; assistenza medica nei palasport, compresa la presenza di un’autoambulanza per il pronto intervento.
Nel settembre del 1988 si raggiunge il secondo Protocollo d’Intesa tra GIBA, Lega Serie A e FIP con il quale sono riconosciuti: l’aumento dei massimali delle polizze infortuni; la redazione di un contratto tipo obbligatorio; il diritto a un giorno di riposo settimanale e a 30 giorni consecutivi di ferie a fine campionato; il permesso dei giocatori di assentarsi per partecipare alla assemblea annuale dell’associazione; il compenso retribuito anche durante la malattia o infortunio; spese mediche a carico della società; garanzie di un compenso minimo; approvazione da parte della GIBA della bozza del calendario della stagione sportiva.
Infine, dopo un lungo percorso caratterizzato da incontri e scontri, si giunge al primo Accordo Collettivo firmato il primo luglio del 1994 da GIBA, Lega Serie A e FIP. Da questo momento i giocatori di pallacanestro, militanti nella massima serie maschile, sono qualificati a tutti gli effetti come lavoratori subordinati e ad essi si applica la Legge n.91 del 1981. Tra le maggiori conquiste rientranti in questo accordo vi sono: la contribuzione previdenziale (ENPALS); l’assistenza sanitaria; il TFR e l’abolizione del vincolo sportivo. Si ricorda poi che questo accordo è stato aggiornato nel 2003 nella versione ancora oggi in vigore. In sintesi, tale accordo regola i rapporti economici e sindacali dei giocatori; il rapporto individuale di lavoro; il rapporto disciplinare e il sistema di risoluzione delle controversie.
Infine, si evidenzia come le battaglie sindacali della GIBA, per vedere riconosciute nuove tutele ai giocatori, sono sempre in atto. In particolare, l’attenzione è rivolta verso il vasto settore del dilettantismo, o meglio, del falso dilettantismo, ai quali non si applica la L.91/81 e di conseguenza i loro rapporti sono regolati da semplici scritture private, prive di tutele e garanzie. In questa categoria rientra lo sport al femminile, dove una delle tematiche più accese è sicuramente la tutela della maternità. Si attendono comunque le novità in tal senso, derivanti dall’approvazione, avvenuta il 26 febbraio 2021, dei decreti attuativi della Legge delega 81/2019 sulla riforma dello sport. Tra i punti essenziali di tale riforma, si ricordano il nuovo concetto di lavoratore sportivo e l’abolizione generale del vincolo sportivo, che si estendono a tutti i dilettanti.

## Progetti
La GIBA si impegna a tutelare i giocatori sotto ogni aspetto; dunque, il suo ruolo non è solo quello di rappresentare le istanze dei giocatori in quanto parti di un accordo negoziale con le società sportive ma anche quello di accompagnare i giocatori da un punto di vista formativo sia durante che a fine carriera. Tra i diversi progetti realizzati, rientranti nel programma Dual e Post Career, si ricordano il Progetto Fine Carriera del 2014, il progetto Rimettersi in gioco del 2016, in collaborazione con Umana e le convenzioni stipulate con diverse Università italiane. Tra gli ultimi progetti in atto, si ricorda All- Around, del 2021, per l’inserimento dei giocatori in aziende e società sportive. La GIBA è da sempre attenta all’istruzione del giocatore, in quanto considerata un valore aggiunto dell’atleta, che potrà sfruttare sia nel corso che alla fine della sua carriera sportiva.
Non solo, la GIBA sostiene tutte quelle iniziative volte a trasmettere i valori della lealtà e correttezza sportiva, il c.d. fair play, impegnandosi in prima fila per la lotta al doping e al match fixing. A tal proposito partecipa a diversi progetti sia a livello europeo che internazionale.
Infine, la GIBA si impegna a sostenere i giocatori che si trovano in difficoltà attraverso l’istituzione nel 2015 di un sussidio di disoccupazione, al quale possono accedere i giocatori iscritti, aventi determinati requisiti.

## Cronologia
5 aprile 1982
- Nasce la GIBA;
- Viene eletto il primo Consiglio Direttivo composto da: Renato Villalta, Vittorio Ferracini, Piero Giuseppe Valenti, Dante Anconetani, Renzo Vecchiato, Enrico Gilardi e Nevio Ciarabbi.
- Sono eletti Presidente Renato Villalta e Vice-Presidenti Enrico Gilardi e Vittorio Ferracini.

9 marzo 1983
- Minaccia di sciopero, a seguito del mancato accordo con Lega e FIP su alcuni punti fondamentali come l’assicurazione obbligatoria, il Fondo di Fine Carriera e il contratto tipo. La GIBA decide così di ritardare di 15 minuti l’inizio delle partite di Serie A1 e A2 del 13 marzo, e nel caso in cui tale azione non raggiunga alcun esito, i giocatori non scenderanno in campo negli incontri del 27 marzo. Tuttavia, lo sciopero viene scongiurato grazie al Presidente federale che promette di intervenire sui punti indicati.

16 settembre 1985
- Nuovo Statuto GIBA
- Assunzione del primo dipendente da parte della GIBA, che diventa così operativa a partire dalla stagione 1985/86.
- La sede viene istituita presso lo studio dell’Avv. Pierluigi Bertani, Segretario Generale GIBA, in via Strada Maggiore 38, a Bologna.
- Renato Villalta è nominato Presidente ed Enrico Gilardi Vice-Presidente.
- La GIBA ottiene il riconoscimento da parte della FIP.

30 settembre 1985
- Viene firmato il primo Protocollo d’Intesa tra GIBA, Lega e FIP.

1986
- Prima uscita del GIBA/PRESS, organo ufficiale della GIBA, distribuito gratuitamente agli iscritti, avente la funzione di mezzo di informazione per tutti i giocatori. Sono previste 4 uscite a campionato, per un totale di 2000 copie.
- Inizia a parlarsi di svincolo ma si prospetta una dura battaglia.
- Si discute anche di un contratto garantito che tuteli i giocatori in caso di mancati o ritardati pagamenti da parte delle società sportive.

1987
- Visite nelle scuole da parte di giocatori di serie A, organizzate da GIBA.
- Vengono prodotti degli sport pubblicitari contro l’uso della droga.
- Viene creata una linea scuola- basket della GIBA ( zainetti, astucci, quaderni…)
- La GIBA aiuta i giocatori greci a costituire una propria associazione, che verrà istituita nel 1988.
- Vengono contatti i giocatori di serie B al fine di aumentare gli iscritti e richiedere le medesime tutele ottenute per i giocatori di serie A.
- Il 27 maggio viene costituito il settore femminile all’interno della GIBA.

1988
- Primo GIBA/CAMP a Caorle, Folgaria e Loiano.
- Viene firmato il secondo Protocollo d’Intesa tra GIBA, Lega Serie A e FIP, attraverso il quale vengono accordate nuove tutele.
- Vengono organizzate delle riunioni di rappresentanti GIBA con i giocatori delle diverse squadre. Lo scopo è quello di informare i giocatori sui loro diritti e i servizi che offre GIBA a loro tutela.
- 31 agosto, si svolgono le elezioni del direttivo. Sono confermati R. Villalta come Presidente ed E. Gilardi come Vice- Presidente.

1990
- La proposta di allargare il numero di giocatori stranieri da poter tesserare nel campionato italiano non passa. Gli oriundi vengono considerati alla pari degli stranieri.
- 12 febbraio, Roma, incontro positivo con la Lega di Serie B per giungere ad un accordo.
- 12 marzo, minaccia di sciopero. La GIBA ottiene che non si possono tesserare più di due stranieri per squadra.
- Indagine sullo stato di sicurezza dei palazzetti, svolta da GIBA (Libro Bianco).
- Tutti i palloni utilizzati nel campionato vengono unificati.
- Trasferimento della sede in via Mezzofanti 79, Bologna.

1991
- Roma, nasce l’UBE (Union Basketteurs d’Europe), con presidenza affidata alla GIBA, in particolare al Presidente R. Villalta.
- Si inizia a parlare di professionismo sportivo per i giocatori della massima serie, che di fatto sono lavoratori subordinati.
- La GIBA chiede di poter ottenere un posto in Consiglio federale.
- Continuano le trattative con la Lega Serie B.
- L’UBE incontra la FIBA per poter partecipare alle riunioni relative a problematiche riguardanti i giocatori. Inoltre, ottiene il patrocinio per il proprio All Star.

1992
- 16 maggio, elezioni. Eletto Pres. R. Villalta e Vice-Pres. Marco Solfrini.
- 6 giugno, Atene, primo All Star Europeo, giocato dalla nazionale greca contro una squadra formata da italiani, francesi e spagnoli, a scopo benefico.
- La GIBA aiuta gli allenatori di Seria A maschile a costituire una propria associazione di rappresentanza.

1993
- Dimissioni del Pres. R. Villalta. Viene nominato Pres. Marco Solfrini e Vice-Pres. Alberto Rossini.
- Continuano le battaglie per l’applicazione della L.91/81.
- 3 luglio, Saragoza, secondo All Star Europeo.
- Necessità di assumere un secondo dipendente presso la GIBA.

1 luglio 1994
- Finalmente viene dichiarata professionistica la Serie A1 e A2 Maschile, grazie al fondamentale apporto della GIBA. I giocatori diventano lavoratori dipendenti, con la conseguente applicazione della L.91/1981.
- Viene firmato l’Accordo Collettivo per la categoria lavoratori professionisti della pallacanestro, tra GIBA, Lega Serie A e FIP.

1 gennaio 1996
- Elezioni con nomina a Pres. Marco Bonamico e Vice-Pres. Alberto Rossini.

17 maggio 1996
- Minaccia di sciopero per l’applicazione della sentenza Bosman sulla libera circolazione dei lavoratori sportivi.

1997
- Dopo un percorso durato 3 anni, il vincolo viene definitivamente abolito per tutti i giocatori di Serie A.

1999
- 1 gennaio, elezioni. Confermato Pres. Marco Bonamico e Vice-Pres. Alberto Rossini.
- Finalmente, dopo lunghe battaglie, i giocatori ottengono il diritto di voto in Consiglio Federale (20 % dei voti).

2000
- 24 gennaio, nomina di un nuovo Comitato di Presidenza formato da M. Bonamico, A. Rossini, G. Cassì, A. Abbio.
- 8 giugno, elezioni. Nominato Pres. Giuseppe Cassì e Vice-Pres. Maurizio Ragazzi e Alessandro Santoro.

2001
- Creazione del primo Master GIBA per giovani promettenti.
- Viene istituito l’Oscar GIBA, consegnata ogni anno al miglior giocatore dell’anno, al miglior esordiente, al miglior allenatore, dirigente, giornalista e arbitro.

2002
- Primo corso di formazione manager organizzato dalla GIBA per aspiranti dirigenti nel mondo del basket

2003
- 27 settembre, Nuovo Accordo collettivo giocatori professioni, stipulato tra GIBA, Lega Serie A e FIP.
- Istituzione del Fondo di Garanzia e Solidarietà per i giocatori professionisti di pallacanestro, come previsto dall’Acc. Collettivo del 2003, al fine di erogare un sussidio economico a causa del mancato pagamento del compenso da parte della società professionistica.
- Viene abbassata l’età dello svincolo sportivo a 21 anni.
- Prima edizione Master GIBA, avente funzione formativa, non solo da punto di vista tecnico, attraverso la cura dei fondamentali individuali e di squadra, ma anche educativo, attraverso la trattazione di tematiche legate allo sport come il vincolo sportivo, la differenza tra dilettantismo e professionismo, i doveri e i diritti dell’atleta, il doping, il concetto di fair play e l’importanza della prosecuzione degli studi anche per i giocatori.

2006
- Nuova edizione Master GIBA.

2008
- Nuova edizione Master GIBA.

2009
- Nuova edizione Master GIBA.
- All Star Game organizzati dalla GIBA.

2012
- Elezioni. Viene eletto Pres. Avv. Alessandro Marzoli e Vice- Pres. Mario Boni, ancora oggi in carica.

2013
- Ingresso nel Consiglio Direttivo di Raffaella Masciadri come rappresentante del settore femminile. Per la prima volta viene eletta una giocatrice nel direttivo. Grazie a questo ingresso femminile è di conseguenza aumentata anche la rappresentanza del basket femminile nella GIBA.
- Viene stipulato un accordo per la stagione 2013/2014 e 2014/2015 con la Lega Nazionale pallacanestro, che prevede alcune garanzie per giocatori dilettanti, tra cui l’inserimento della polizza infortuni nei contratti e l’istituzione di un Fondo di Sostegno per il fine carriera.
- Viene istituito il Fondo Dilettanti (non più esistente)

2014
- Progetto “Fine Carriera”, organizzato da GIBA e sostenuto dalla società LGS SportLab, al fine di progettare il post carriera dei giocatori.
- Prima Giornata Nazionale di Mobilitazione dei giocatori di basket.
- Oscar GIBA, volti a premiare i giocatori che si sono distinti durante il campionato per le loro qualità sportive.

2015
- Sussidio per i giocatori disoccupati, istituito da GIBA, a partire dalla stagione sportiva 2015/16.
- Partecipazione al progetto “Protect Integrity” di EU Athletes, per sensibilizzare tutti gli sportivi a non scommettere sul proprio sport e a combattere, denunciando, tali azioni.
- Oscar GIBA.

2016
- 25-29 luglio, Progetto “Rimettersi in gioco”, organizzato da GIBA, in collaborazione con l’agenzia per il lavoro Umana, per il supporto alla ricollocazione professionale al termine della carriera sportiva dei giocatori.
- 14 marzo, rinnovo organi direttivi e presidenza GIBA. Viene confermato l’avv. A. Marzoli come Presidente e l’ex- giocatore M. Boni come Vice- Presidente.
- 5 marzo, Rimini, 3ª Giornata Nazionale di Mobilitazione dei Giocatori di Basket, promossa da GIBA.
- 17 novembre, il Pres. GIBA, Avv. Alessandro Marzoli viene eletto Presidente UBE.

2018
- Protect Integrity Plus, progetto di durata biennale che coinvolge associazioni di atleti di Italia, Francia, Spagna, Germania, Danimarca, Finlandia e Regno Unito, e interessa diversi sport come pallacanestro, pallavolo, calcio, rugby e pallamano, con il fine di promuovere l’integrità degli atleti.
- Approvato il Dpcm 28-2-18, Decreto Maternità, a sostegno delle atlete, per garantire una continuità retributiva durante il periodo di congedo. Il comma 369 dell’art.1 della Legge di Bilancio per il 2018 istituisce presso l'Ufficio per lo sport il Fondo unico a sostegno del potenziamento del movimento sportivo italiano con lo scopo di destinare risorse al finanziamento, tra gli altri, di iniziative che sostengono la maternità delle atlete non professioniste. La GIBA, in quanto associazione per la tutela degli atleti e delle atlete di pallacanestro ha partecipato ai lavori preliminari per il raggiungimento di questa previsione normativa.

2019
- Il CONI, su indicazione della Presidente della Commissione Nazionale Atleti, Raffaella Masciadri, nonché componente del Direttivo della GIBA, ha indetto il progetto AEES, “Atleta Eccellente- Eccellente Studente”, il quale intende premiare le esperienze di successo sia in ambito sportivo che formativo, di cui il diploma di laurea costituisce il simbolo riassuntivo.

2020
- 6 aprile, rinnovo cariche sociali e direttivo GIBA. Sono confermati il Pres. Alessandro Marzoli e il Vice Pres. Mario Boni per il successivo quadriennio olimpico.
- Accordo con LBA per chiusura anticipata del campionato 2019-20 a causa della pandemia Covid-19 in atto.
- Battaglie sostenute dalla GIBA per tutelare gli atleti a causa della interruzione dei campionati dilettantistici. In merito la GIBA ha anche svolto uno studio (uno dei pochi a livello europeo) fra i propri iscritti per quantificare l’incidenza della pandemia da Covid-19 sui contratti degli atleti nelle ultime due stagioni, i quali risultano notevolmente ridotti.
- Progetto UBE PROLEAD, per sostenere gli atleti nel loro percorso formativo e professionale, a fine carriera sportiva, attraverso un programma Erasmus della Comunità Europea.
- 17 novembre, il Pres. della GIBA Alessandro Marzoli, assieme ai giocatori Giacomo Galanda e Kathrin Ress, entrano a far parte del Consiglio Federale FIP, in qualità di consiglieri federali eletti in rappresentanza degli atleti.

2021
- Progetto All-Around, pensato da GIBA per i giocatori che hanno interesse a intraprendere un percorso formativo presso aziende o società sportive.